# École de Khartoum
L'École de Khartoum (Madrasat al-Khartoum) est un mouvement artistique moderne actif au Soudan de 1960 à 1975.
Issu d'élèves du College of Fine and Applied Arts de Khartoum, qui poursuivent les expérimentations de leur professeur Osman Waqialla, le mouvement est fondé par Ibrahim el-Salahi, Kamala Ibrahim Ishaq (en) et Ahmed Shibrain (de).
Cette école cherche à capturer la culture diversifiée et l'identité unique de cette nation nouvellement formée. Elle a été « extrêmement influente » dans la croissance de l'art moderne en Afrique et son travail a été largement reconnu au niveau international, notamment pour son utilisation de l'imagerie primitive et islamique pour résoudre les problèmes sociaux.
Les artistes utilisent ces motifs primitifs et islamiques ainsi que la calligraphie arabe, qui est simplifiée pour en faire des formes abstraites. Cette esthétique, appelée mouvement Hurufiyya, est devenue une caractéristique de l'École de Khartoum.
Le groupe a été dissous en 1975, après la séparation de Kamala Ibrahim Ishaq (en) pour fonder le groupe Crystalist, et Ibrahim el-Salahi a été accusé d'activités anti-gouvernementales et emprisonné, avant de s'exiler par la suite au Royaume-Uni.

## Historique

### Contexte
Selon Jessica Lack, le Soudan est, vers le milieu du XXe siècle, un pays rassemblant de très nombreux groupes ethniques et linguistiques africains. Quand le pays devient indépendant le 1er janvier 1956, il devient important d'établir une culture nationale soudanienne qui puisse unir cette société multiforme,,,. Tout comme au Nigeria à la même époque, avec la « synthèse naturelle » d'Uche Okeke (1960), ou plus tard au Sénégal, avec le Memory of the Future? du Laboratoire AGIT'art (1984), artistes, écrivains et théoriciens ont cherché à forger cette identité collective.

### Fondation et esthétique
C'est ainsi que les élèves du professeur Osman Waqialla, enseignant à la College of Fine and Applied Arts de la capitale soudanaise de Khartoum, poursuivent ses expérimentations, donnant lieu à une « esthétique visuellement riche », que les étudiants Ibrahim el-Salahi, Kamala Ibrahim Ishaq (en) et Ahmed Shibrain (de) formalisent en créant l'École de Khartoum,,. Formés au Soudan ou à l'étranger, ils cherchent à jeter les bases de futures fonctions et activités artistiques pour créer une place pour l'artiste dans la société ainsi qu'activer la mémoire visuelle et esthétique du peuple soudanais.
Ainsi, Ahmad Shibrain se concentre sur le sharafa des lettres arabes ; Ibrahim El-Salafi sur la calligraphie et les motifs décoratifs africains ; Osman Waqialla sur la calligraphie plus conventionnelle, tandis que d'autres cherchent des inspirations locales.
Ce mouvement est donc davantage une convergence de pensée et de vision sociale plutôt qu'une école à proprement parler. Ils ne se sont rendu compte de cela que plus tard, et le terme d'école de Khartoum a été inventé par l'un des professeurs de la faculté, le Jamaïcain Dennis Williams, qui a perçu la profonde unité d'esprit, de moyen et de vision de cette première génération d'artistes soudanais. A posteriori, El-Salahi considère néanmoins qu'il y avait eu une incompréhension entre les artistes fondateurs et leurs disciples, qui se contentaient de reproduire des « motifs vides ».
Le mouvement est « extrêmement influent » dans la croissance de l'art moderne en Afrique et devient largement reconnu au niveau international, notamment pour son utilisation de l'imagerie primitive et islamique pour résoudre les problèmes sociaux,.

### Fin de l'école de Khartoum
L'Ecole de Khartoum continue d'influencer les artistes soudanais malgré l'émergence de nouveaux mouvements artistiques à partir des années 1970 tels que les Crystalistes — Kamala Ibrahim Ishaq se sépare en effet de l'école de Khartoum pour fonder le groupe Crystalist, qui présente son manifeste, The Crystalist Manifesto (en 1978).
Cependant, Ibrahim El-Salahi est emprisonné pendant six mois en septembre 1975, accusé de participation à un coup d'État contre le gouvernement, puis s'exile au Royaume-Uni. La défection d'Ishaq, les jeunes artistes qui cherchent à contester la prééminence de l'école de Khartoum et les artistes de gauche qui estiment que le style perpétue une image exotique du Soudan provoquent la dissolution du groupe en 1975.

## Esthétique
Cette école cherche à capturer la culture diversifiée et l'identité unique de cette nation nouvellement formée,,. Elle utilise l'imagerie primitive et islamique pour résoudre les problèmes sociaux,.
Les artistes utilisent ces motifs primitifs et islamiques ainsi que la calligraphie arabe, qui est simplifiée pour en faire des formes abstraites. Cette esthétique, appelée mouvement Hurufiyya, est devenue une caractéristique de l'École de Khartoum.

## Artistes représentatifs

### Membres fondateurs
- Ibrahim el-Salahi[2],[3]
- Kamala Ibrahim Ishaq (en)[2],[3]
- Ahmed Shibrain (de)[3]

### Autres artistes
- Hussein Shariffe[2]
- Salah El Mur (en)[2]
- Mohammad Omer Khalil[5]
- Mo Abbaro (en)[5]
- Osman Waqialla[5],[7]

## Postérité
L'art moderne au Soudan a été ballotté entre l'affirmation de ses propres racines et l'influence occidentale. L'École de Khartoum représente la première génération d'artistes soudanais, qui a essayé de lire l'héritage et la culture soudanais comme les facteurs de base de leur créativité artistique, et d'explorer la place de l'artiste dans l'environnement dans lequel il grandit, influencé par les conditions sociales de sa propre culture arabo-islamico-africaine.
D'autres artistes ont continué à explorer ses possibilités créatives, plus ou moins influencés par l'École de Khartoum,. L'un d'entre eux est le peintre Ahmed Abdel-Aal (d) (1946-), qui a fondé l'École de l'Unique (Madrasat al-Wahid) en 1986 en collaboration avec d'autres artistes qui avaient reçu l'enseignement d'Ibrahim El-Salahi. Apparue à une époque où l'intégrisme islamique se développait au Soudan, l'École de l'Unique a cherché à enrichir l'esthétique de l'École de Khartoum. D'autres groupes ont émergé, tels que celui du Jardin des Beaux-Arts (al-hadiqa al-tashkiliya), le Nile Group ou l'Omdurman Group. Contrairement à l'école de Khartoum, ils ont tous publié un manifeste établissant leurs buts philosophiques et intellectuels et définissant leurs style et expression.

## Rétrospectives notables
- « Ibrahim El-Salahi: A Visionary Modernist », Museum for African Art (New York) et Tate Modern (Londres), 2013[9]
- « The Khartoum School: The Making of the Modern Art Movement in Sudan (1945 –present) », Sharjah Art Foundation (en), Charjah (Émirats arabes unis), 2016-2017. L'exposition présente des genres et des supports tels que la photographie, le film et la vidéo, installation multimédia et arts du spectacle[10],[11].